# Ian Hallard
Ian Christopher Hallard (* 9. listopadu 1974 Birmingham, Spojené království) je britský divadelní a televizní herec a příležitostný spisovatel a dramatik. Se svým manželem, britským hercem a scenáristou Markem Gatissem žije v londýnské čtvrti Islington.

## Kariéra
Herectví absolvoval v roce 1998 na Mountview Academy of Theatre Arts, jako herec debutoval v roce 1999 v představení Sedm nevěst pro sedm bratrů v Battersea Arts Centre. V současné době hraje v Národním divadle Londýn či v londýnském Park Theatre. 
V televizi účinkoval nejen v pořadech BBC, jako jsou seriály Pán času či Sherlock, ale objevil se i v seriálu Koruna společnosti Netflix.
Společně s Markem Gatissem napsal scénář k seriálu ITV Agatha Christie (2013), jeho debutová hra Adventurous byla uvedena divadlem Jermyn Street Theatre.